# John Hattendorf
John Brewster Hattendorf (22 de dezembro de 1941) é um historiador naval americano. Ele é autor e co-autor, editor e co-editor de mais de quarenta livros de história marítima britânica e americana e guerra naval. Em 2005 o U. S. Naval Institute Proceedings descreveu-o como "um dos historiadores navais mais conhecidos e respeitados no mundo". Em referência a seu trabalho sobre a história da estratégia naval, um acadêmico britânico chamou-o de "decano dos educadores navais dos Estados Unidos". Ele tem chamado a história marítima "como assunto que toca em ambos os maiores momentos do espírito humano, bem como no pior, incluindo a guerra". Em 2011, o Naval War College anunciou a criação do Prêmio Hattendorf por Pesquisa Original de Destaque na história marítima, nomeado para ele.

## Biografia
Hattendorf nasceu e cresceu no vilarejo de Western Springs, Illinois. É o nono bisneto (décima primeira geração descendente) de William Brewster da colônia de Plymouth. Depois de se formar na classe de 1960 da Lyons Township High School em La Grange (Illinois), Illinois, ganhou seu diploma de bacharel em história em 1964 do Kenyon College onde ele foi inspirado por Charles Ritcheson e Richard G. Salomon. Após sua formatura no Kenyon College, serviu seu país por oito anos durante o período da Guerra do Vietnã, como um oficial naval. Serviu no USS O'Brien (DD-725), adquirindo uma comenda do comandante, Sétima Frota dos Estados Unidos, por um excelente desempenho do dever durante as operações de combate em abril de 1967. Mais tarde, serviu no mar no USS Purdy (DD-734) e USS Fiske (DD-842). Enquanto na marinha americana, Hattendorf também serviu em terra na Divisão de História Naval, Gabinete do Chefe de Operações Navais (op-09B9) em Washington, D.C. entre 1967-1969 onde foi treinado em história naval sob o contra-almirante Ernest M. Eller e o Dr. William J. Morgan, e no Naval War College em 1972-1973.
Em 1970 formou-se no Munson Institute of American Maritime History em Mystic Seaport,  onde estudou com Robert G. Albion e Benjamin W. Labaree. Obteve o grau de mestre em história pela Brown University em 1971, completando sua tese sob a tutela de A. Hunter Dupree sobre a história do pensamento estratégico e jogos de guerra no Naval War College. Em 1979 completou seu doutorado no Pembroke College em Oxford com a tese sobre a Grande Estratégia de Guerra Inglesa na Guerra da Sucessão Espanhola (1702-1712), supervisionado por N. H. Gibbs e complementou seus estudos sob Ragnhild Hatton, Sir Michael Howard e Piers Mackesy. Desde 1984 ele tem sido professor de história marítima do Ernest J. King no United States Naval War College em Newport, Rhode Island.